# Volvo 760
Volvo 760 var en svensk personbil bygget af Volvo på Volvofabrikken i Kalmar og introduceret i 1982. 760'eren lagde grunden til et nyt og moderne modelprogram til Volvo i 1980'erne, og videreudvikledes senere til 900-serien og senere S90/V90.

## Historie
Volvo 760 var den første helt nye bilmodel fra Volvo i flere år og havde store forventninger foran sig, da den blev lanceret 2. februar 1982. Volvo havde da under flere år været afhængige af Volvo 240- og 340/360-modellerne. Drivlinien lignede 240 og 260, mens karrosseriet og chassiset var helt nye. Modellen var blevet udviklet siden slutningen af 1970'erne, og blev vist i 1980 i en udviklingsversion som prototypen Volvo VCC. Arbejdet med designet blev ledet af Jan Wilsgaard.
760'eren lagde grunden til et nyt og moderne modelprogram i 1980'erne, og i 1984 kom den enklere og billigere søstermodel Volvo 740, som blev volumenmodellen. 740 blev bygget frem til starten af 1992 og 760 til efteråret 1990, hvor den blev afløst af 960. I 1985 blev sedanmodellen suppleret med en stationcar. Designet var tydeligt inspireret af amerikanske biler såsom Chevrolet Caprice og Cadillac Fleetwood af samme modelår. I 1987 fik 760 et facelift med ny front og nyt interiør.
Volvo 760 Executive var en 16 cm forlænget 760 GLE. Denne model blev bygget hos Yngve Nilssons Karosseri AB i Laholm. De færdige biler blev sendt fra Kalmar til Laholm, hvor de blev udbygget og forlænget.
Totalt blev der bygget 221.309 eksemplarer af Volvo 760.
I dag er Volvo S80 Volvos flagskib.

### Teknik
Volvo 760 blev introduceret med to forskellige motorer, dels Volvos sekscylindrede PRV-benzinmotor B28E, dels en dengang nyudviklet, turboladet sekscylindret dieselmotor TD24 fra Volkswagen. Den sekscylindrede såkaldte PRV-motor blev udviklet i samarbejde med Renault og Peugeot, og blev også benyttet i Renault 30 og Peugeot 604/505.
Derudover fandtes 760 med en firecylindret 2,3-liters benzinmotor med turbolader og manuel gearkasse. Den første Volvo 760 GLE kunne fås med manuel gearkasse (M46), men fra og med modelår 1983 var automatgear det eneste alternativ. Turbodieselmodellen var længe udset til Europas hurtigste dieselpersonbil, med en accelerationstid 0-100 km/t på 11 sekunder.
Den største nyhed var dog den delte bagaksel kaldet Multilink, som kun fandtes til sedanmodellen. En større brændstoftank på 80 liter og forbedringer af motor og indsprøjtningssystem var også nyheder på 1988-modellen. I efteråret 1990 blev 760 afløst af 960, som var en videreudvikling af 760.